# 融州
融州（ゆうしゅう）は、中国にかつて存在した州。隋代から明初にかけて、現在の広西チワン族自治区柳州市北部に設置された。

## 概要
南朝梁の大同年間に設置された東寧州を前身とする。東寧州は斉熙郡・黄水郡を管轄した。
589年（開皇9年）、隋が南朝陳を滅ぼすと、東寧州の属郡は廃止された。598年（開皇18年）、東寧州は融州と改称された。融州は義熙・臨牂・黄水の3県を管轄した。606年（大業2年）、融州は廃止され、その管轄区域は桂州に移管された。607年（大業3年）に州が廃止されて郡が置かれると、桂州は始安郡と改称された。
621年（武徳4年）、唐が蕭銑を滅ぼすと、隋の始安郡義熙県に融州が再設置された。融州は義熙・臨牂・黄水・安修の4県を管轄した。623年（武徳6年）、義熙県は融水県と改称された。742年（天宝元年）、融州は融水郡と改称された。758年（乾元元年）、融水郡は融州の称にもどされた。融州は嶺南道の桂管十五州に属し、融水・武陽の2県を管轄した。
北宋のとき、融州は広南西路に属し、融水県と融江寨を管轄した。南宋のとき、懐遠県が加増された。羈縻州に楽善州があった。
1277年（至元14年）、元により融州に安撫司が置かれた。1279年（至元16年）、融州安撫司は融州路総管府と改められた。1285年（至元22年）、融州路は融州に降格した。融州は湖広等処行中書省に属し、融水・懐遠の2県を管轄した。
1369年（洪武2年）、明により融水県が廃止された。羅城県が新設され、融州に編入された。1377年（洪武10年）、融州は廃止され、融県に降格した。融・懐遠・羅城の3県は柳州府に編入された。